# Вишеград (Прага)
Ви́шегра́д (чеськ. Vyšehrad) — давня фортеця (з́амок) та історичний район Праги. 
Вишеград розташований на пагорбі над річкою Влтавою південніше середмістя Праги.  
Фортецю спорудили в X столітті. Традицийно вважається одним з перших осередків чеської держави до виникнення збудованого Пржемисловичами князівського Празького Граду (порівняйте з Вишгородом біля Києва, інші подібні «подвійні системи» в містах України-Русі та інших слов'янських державах). 
Вишеград вважався рівноправною із Празьким Градом королівською резиденцією до часу правління Карла IV (XIV ст.). У 1420 році його взяли гусити на чолі з Яном Жижкою. 
У межах Великої Праги Вишеград — від 1883 року.
На Вишеграді розташовані готична базиліка святих Петра і Павла, рештки найдавнішої романської базиліки, романська ротонда св. Мартина, інші давні споруди. 
Вишеградський цвинтар — це місце погребіння знаменитих діячів, найвидатніший некрополь Чехії. Тут можна знайти могили Карела Чапека, Альфонса Мухи, Антоніна Дворжака та інших.
На Нусельському метромості, що веде на пагорб, розташована станція празького метрополітену «Вишеград».

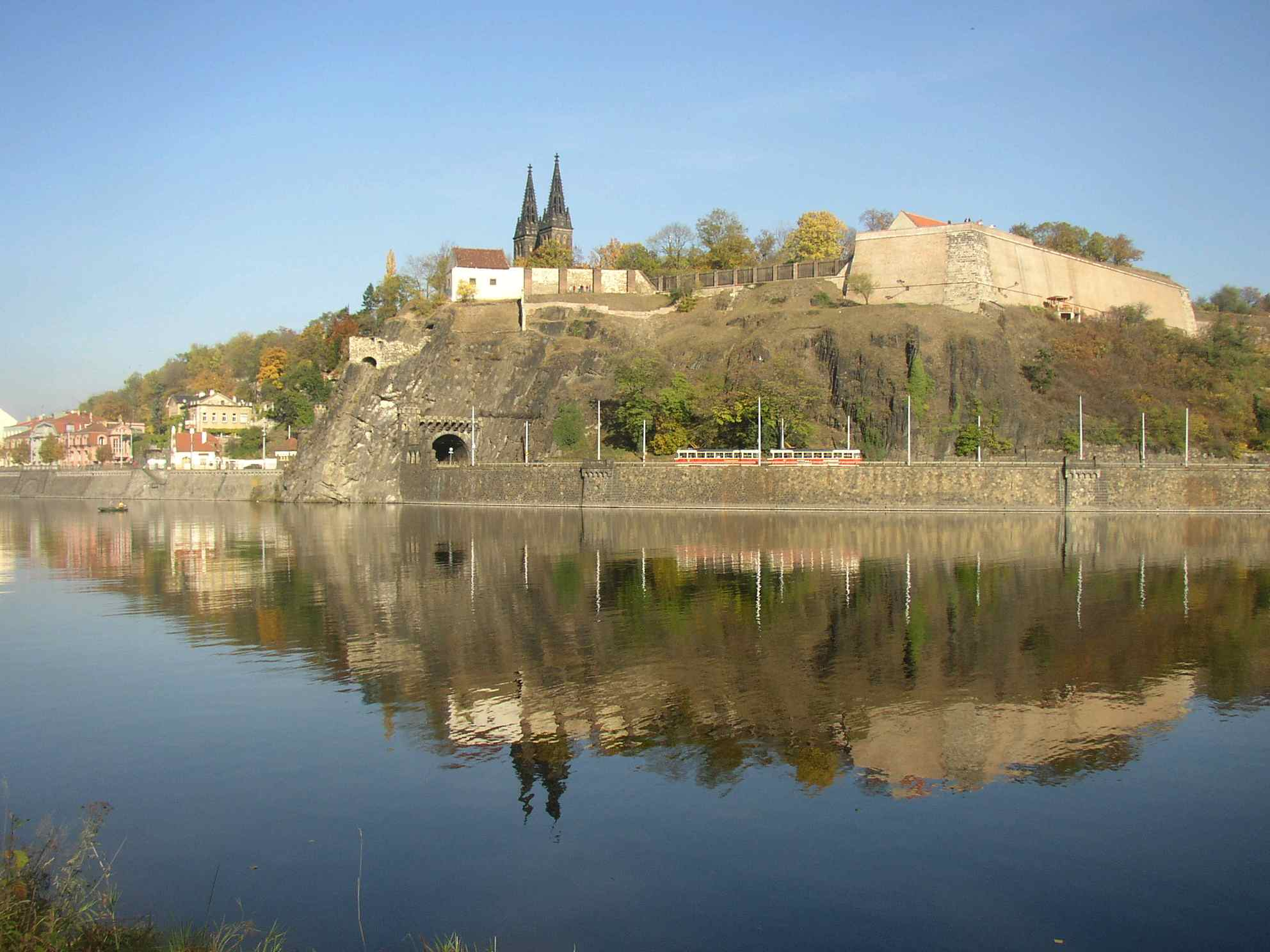
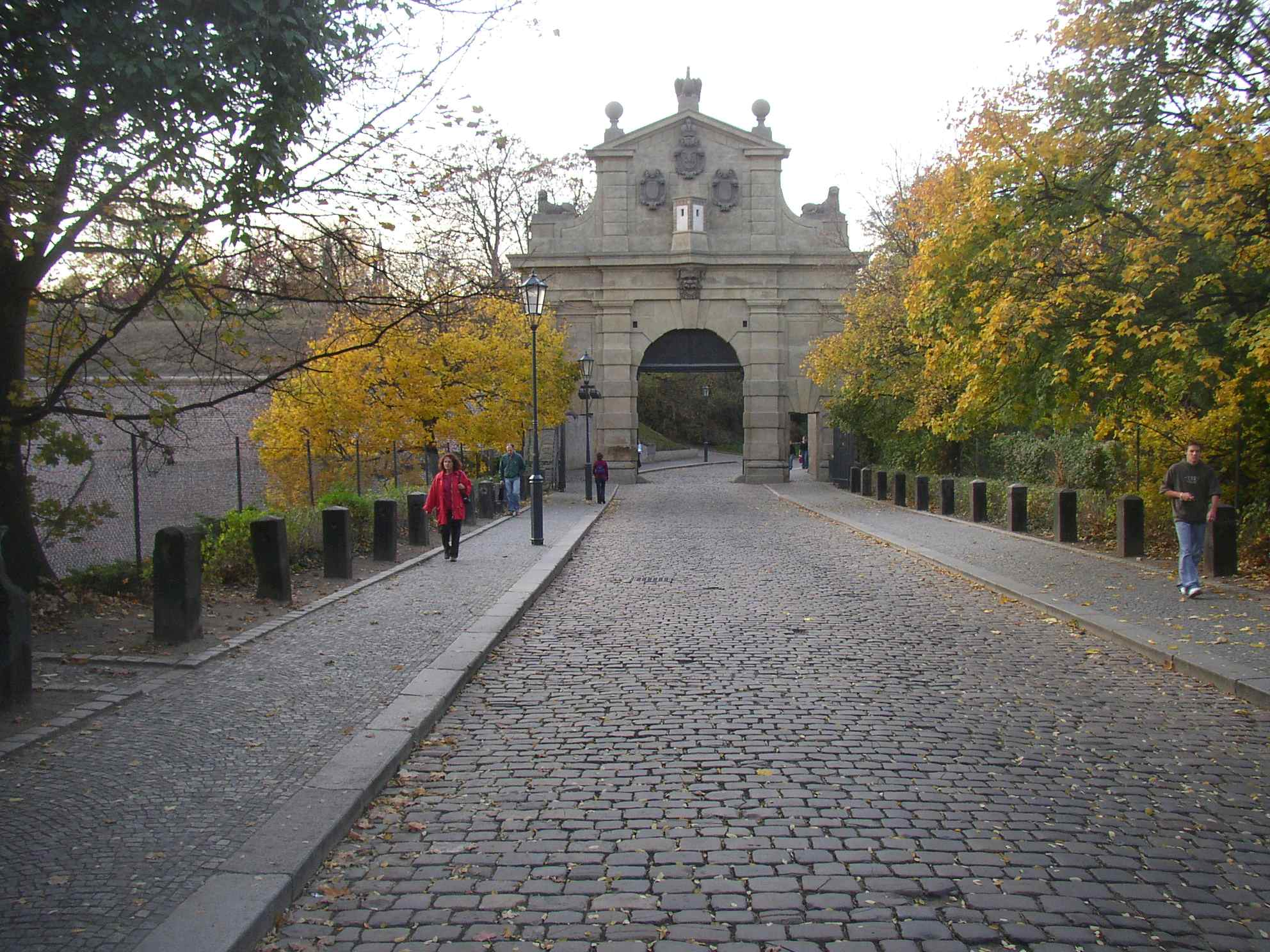
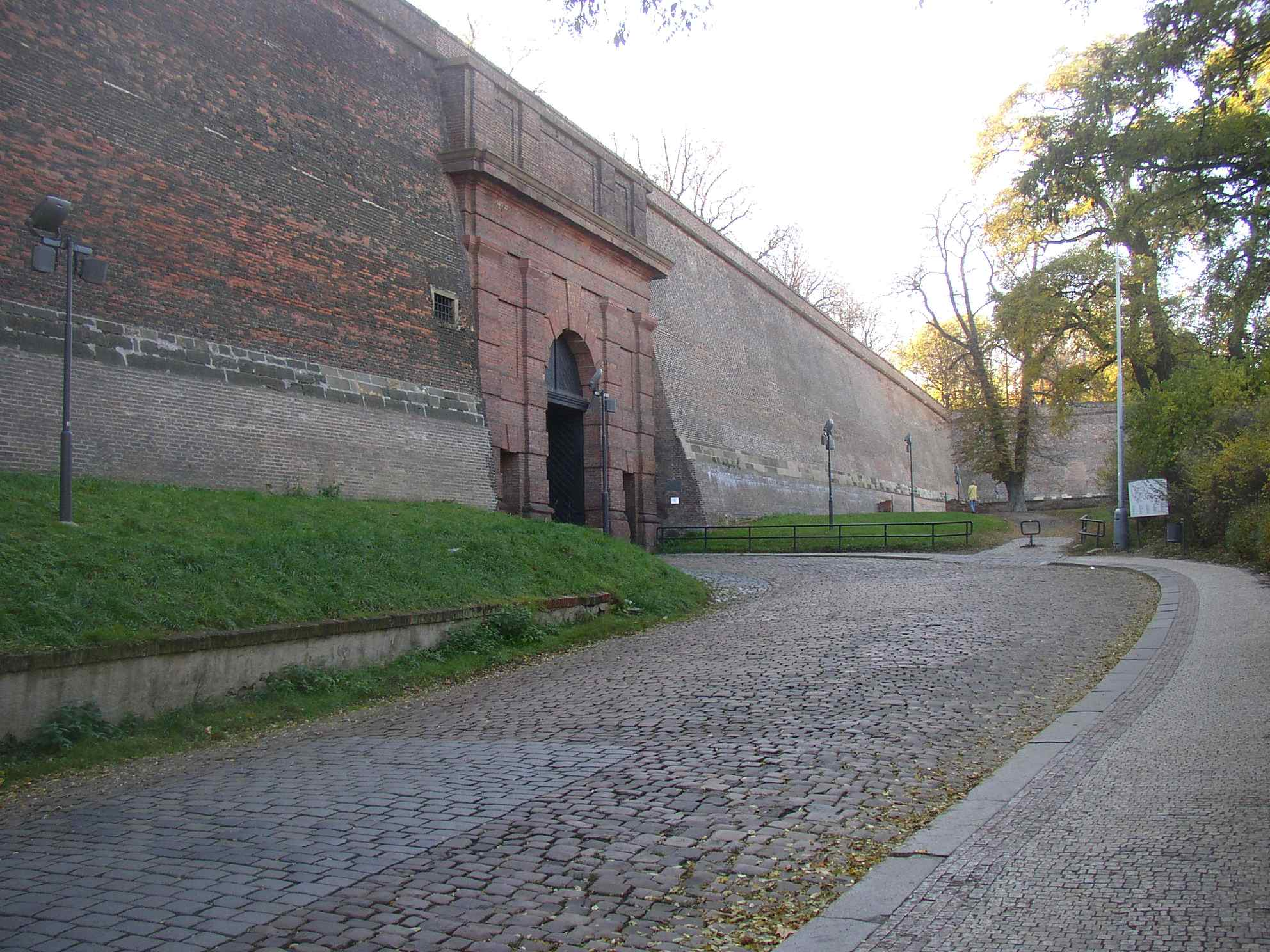
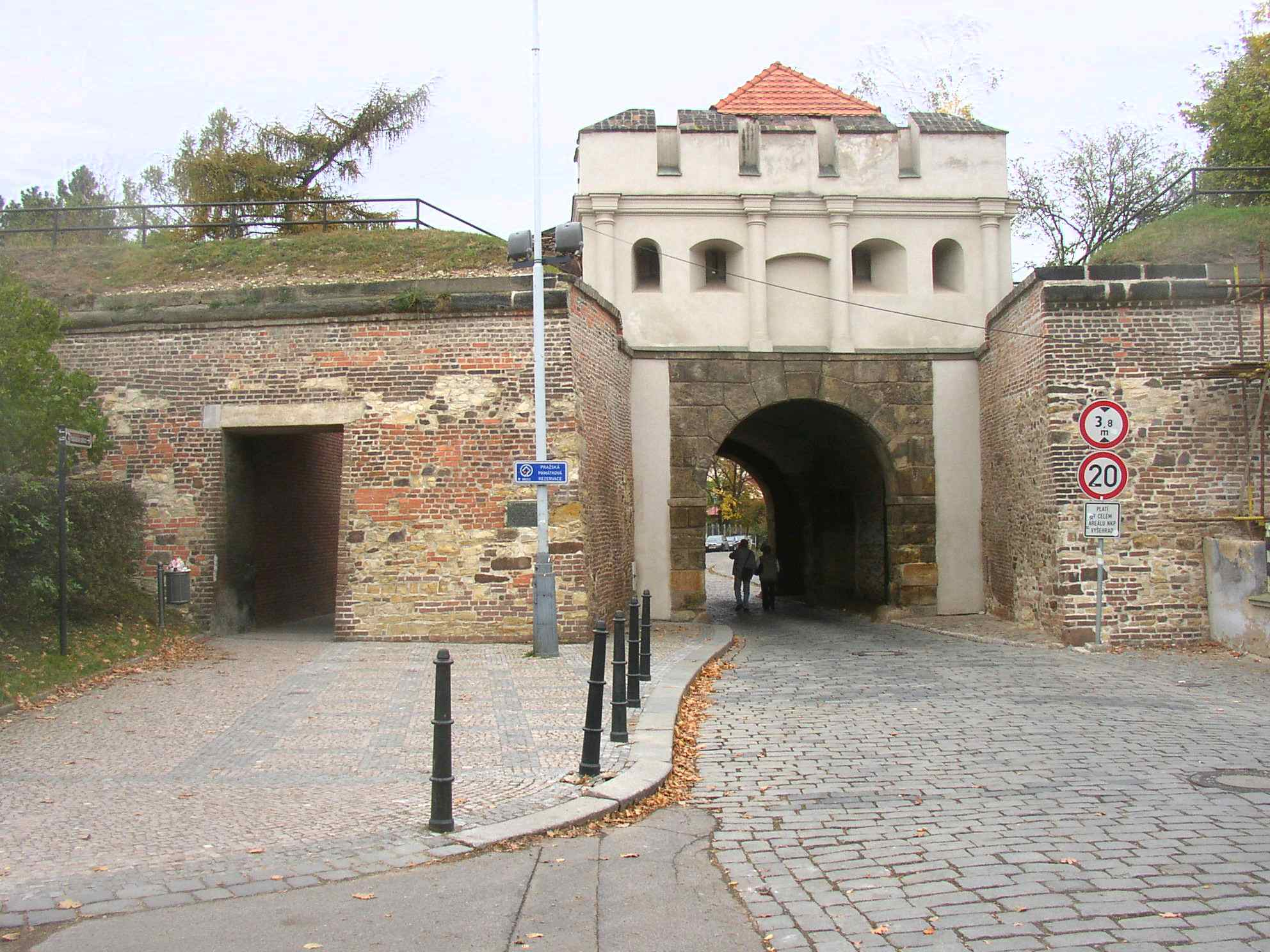
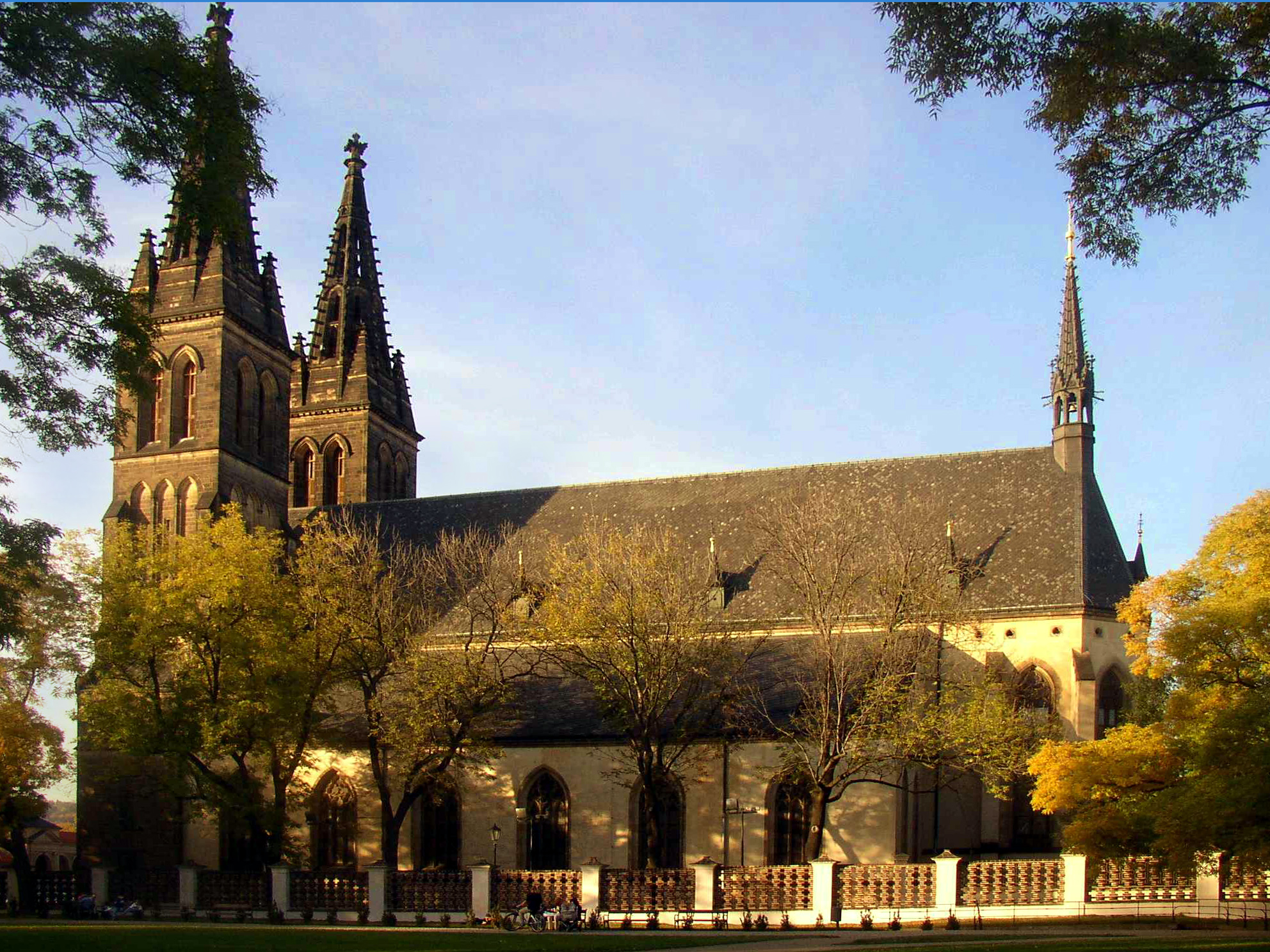
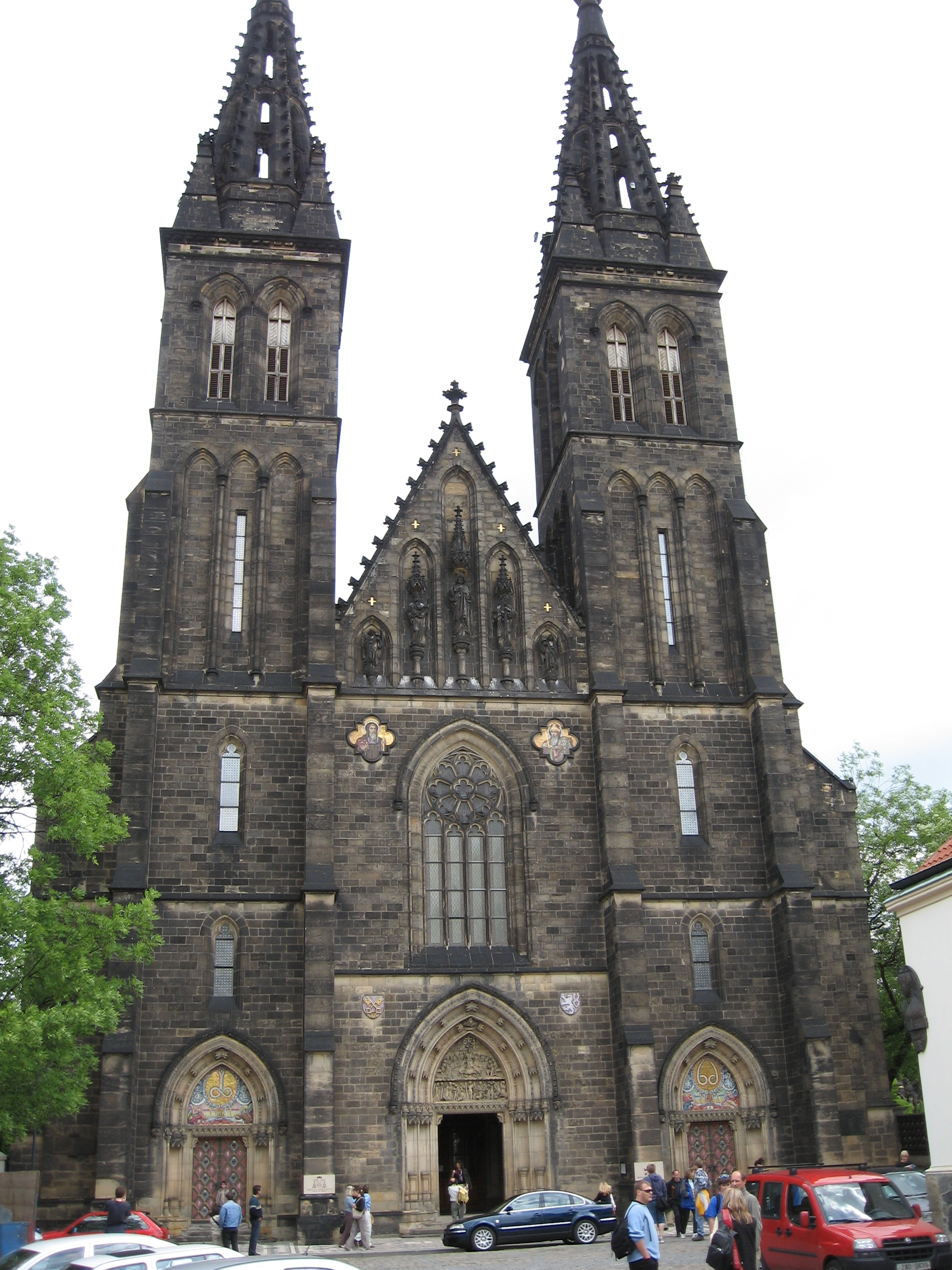
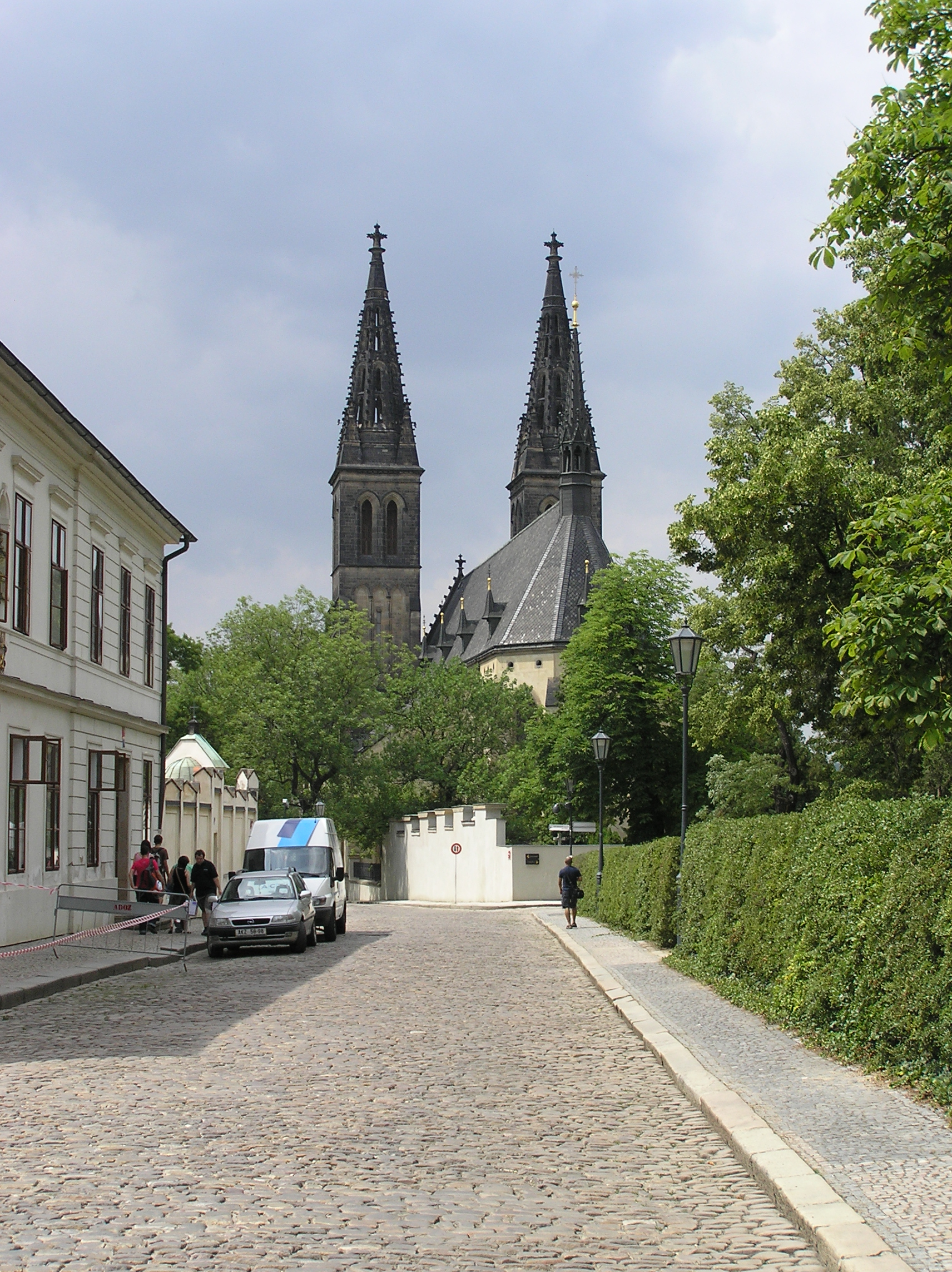
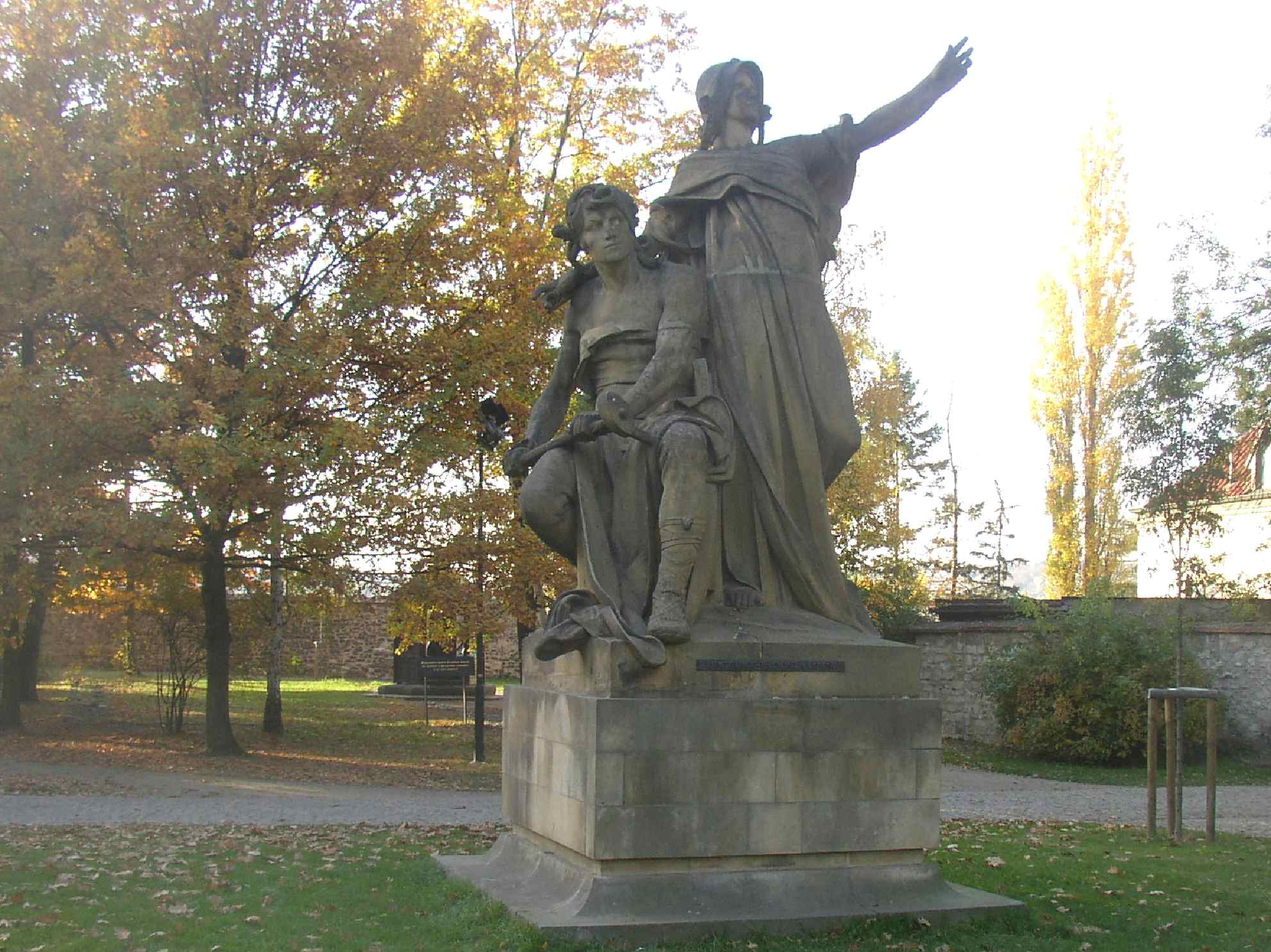
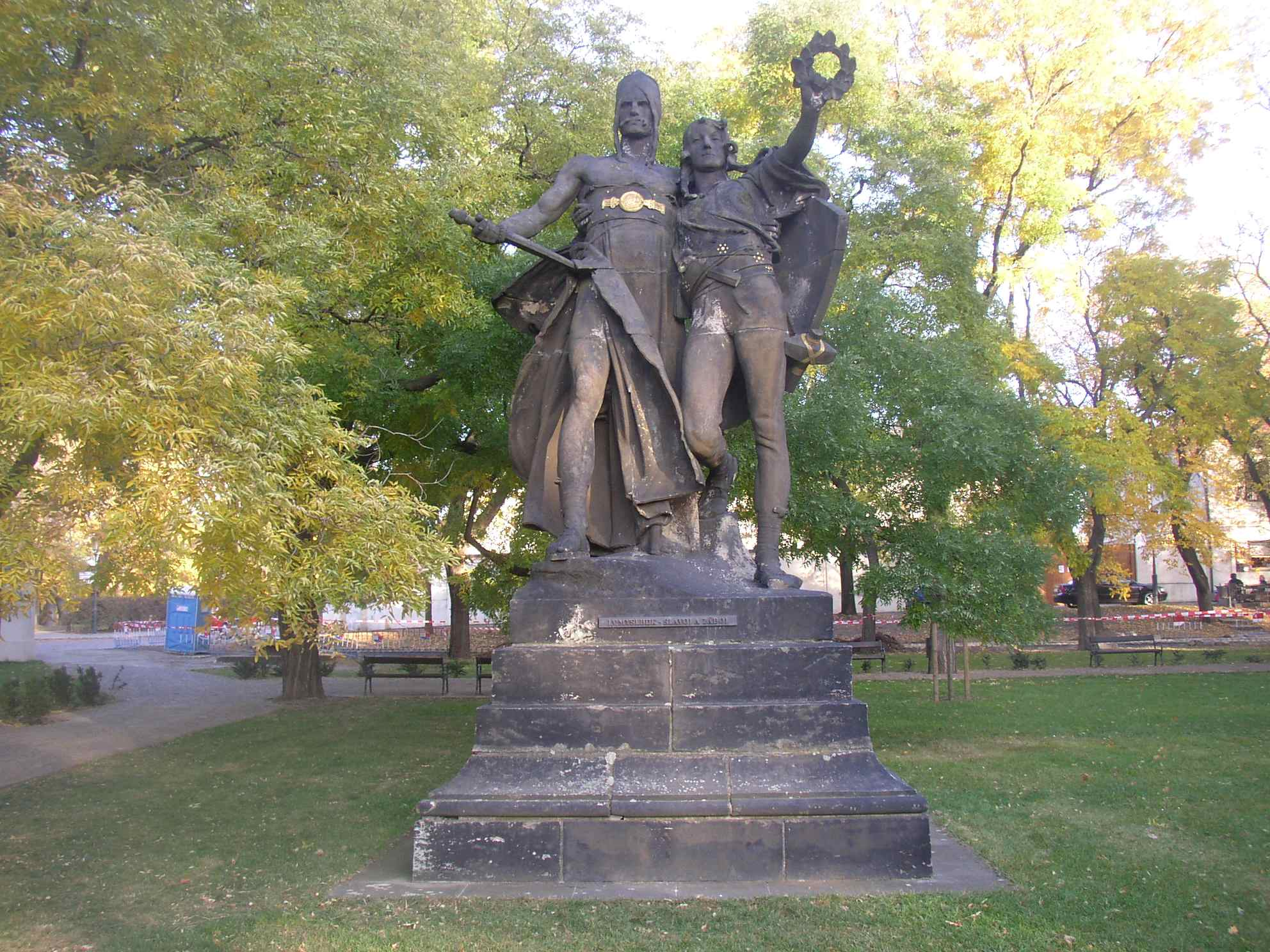
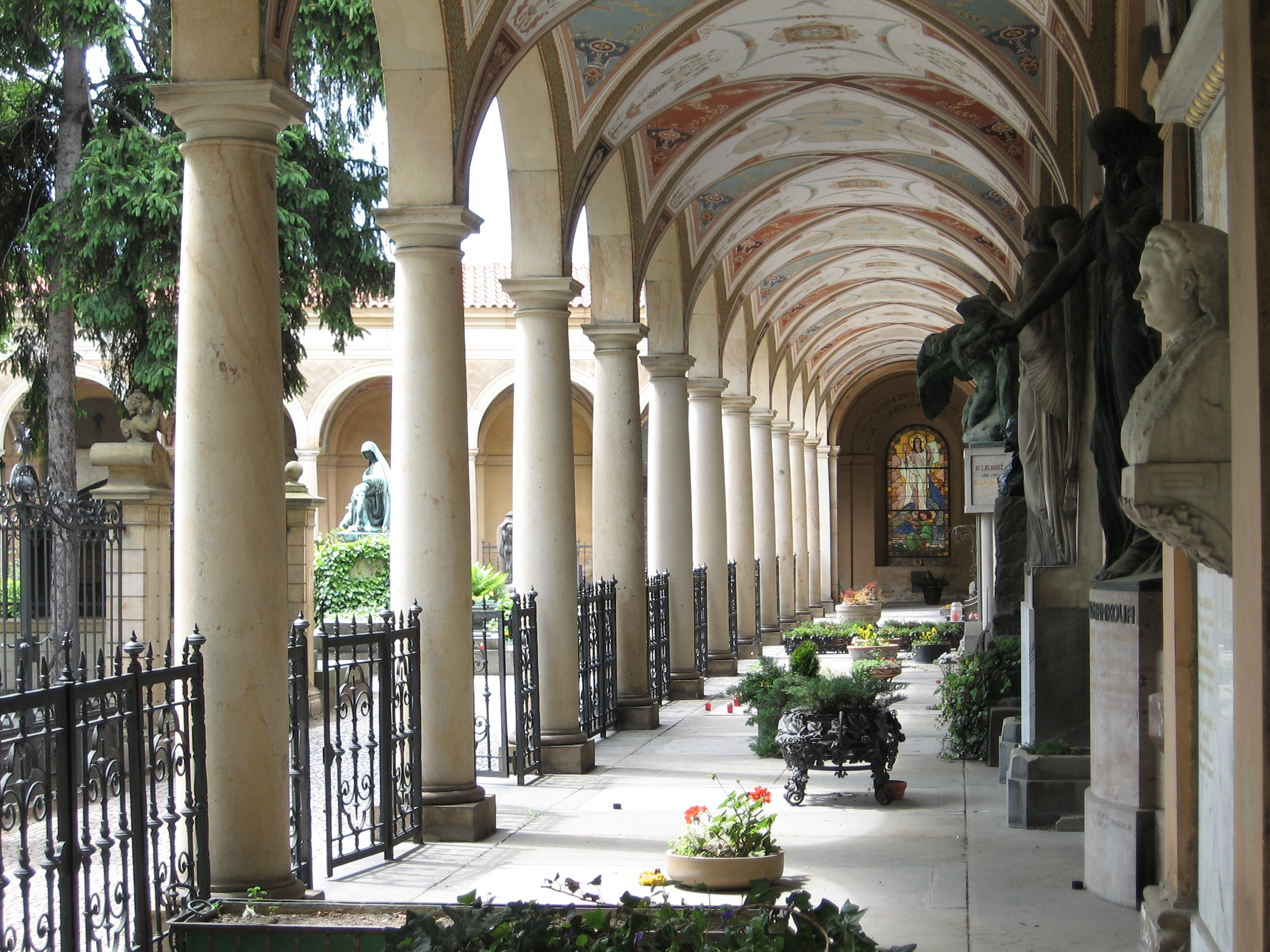
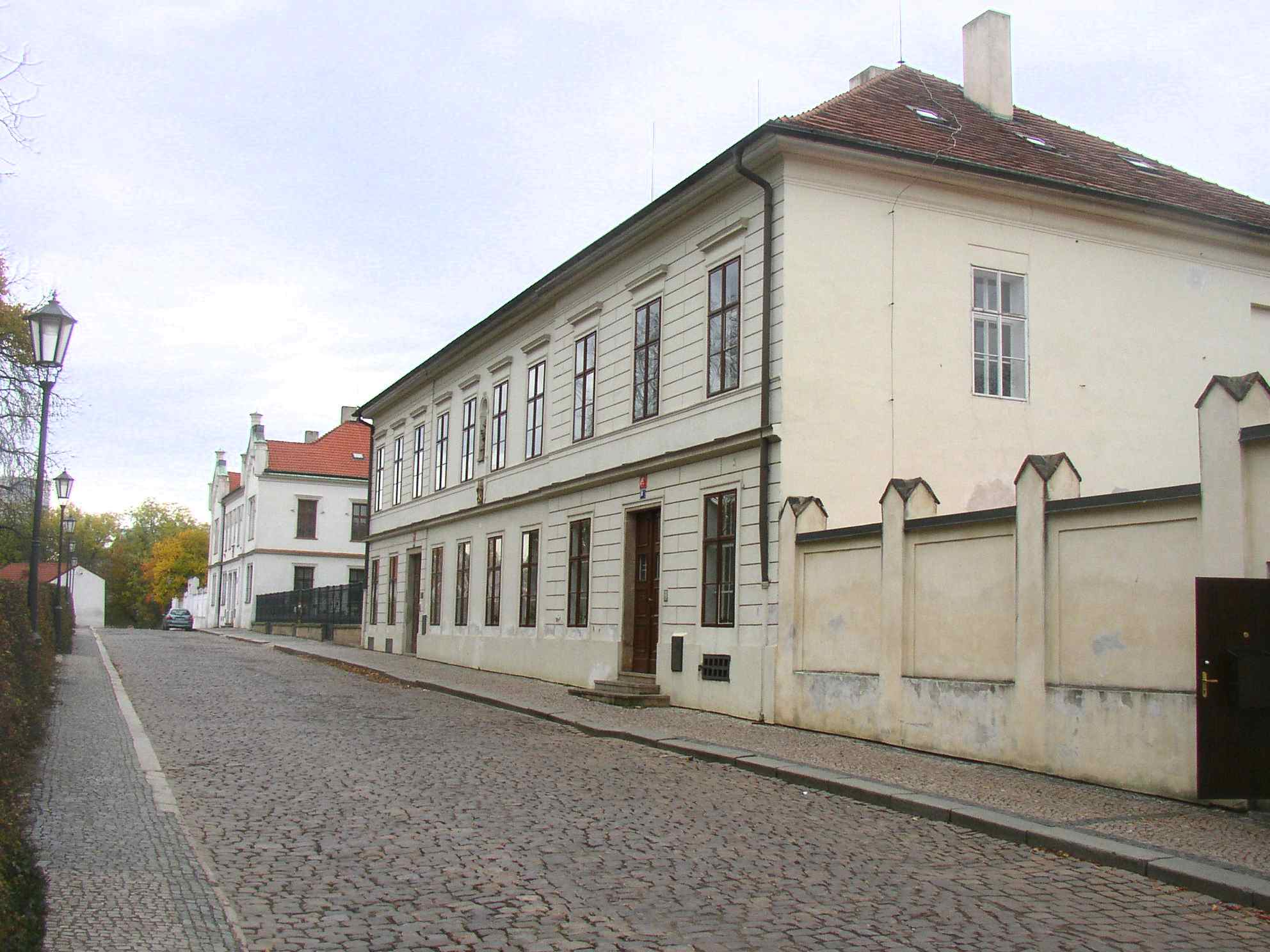
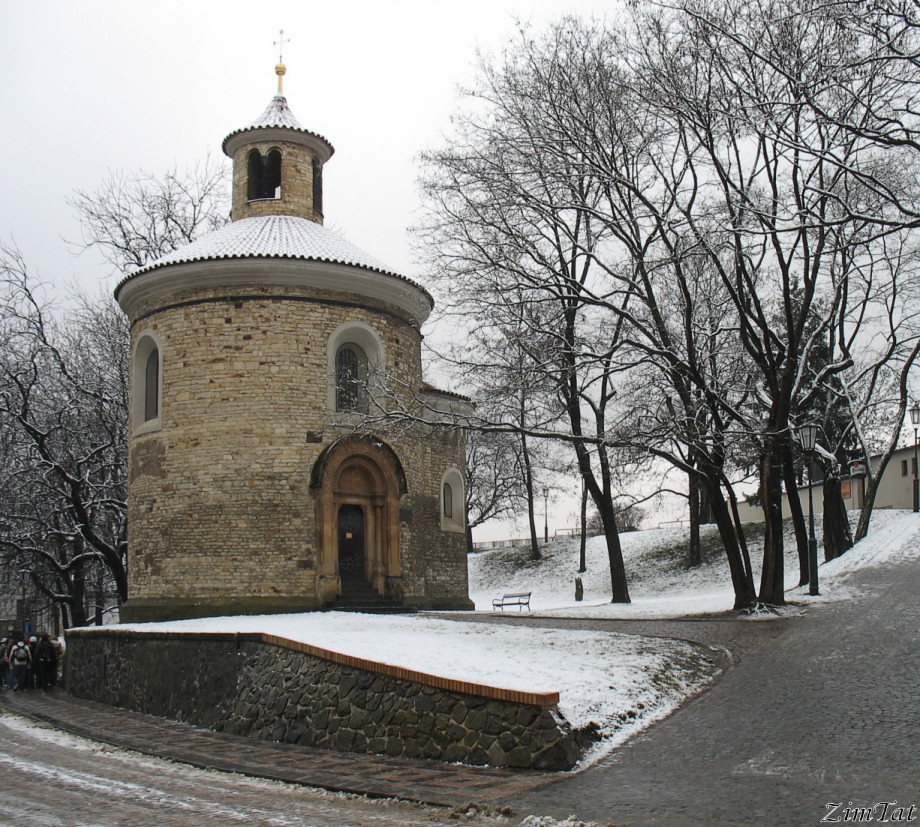
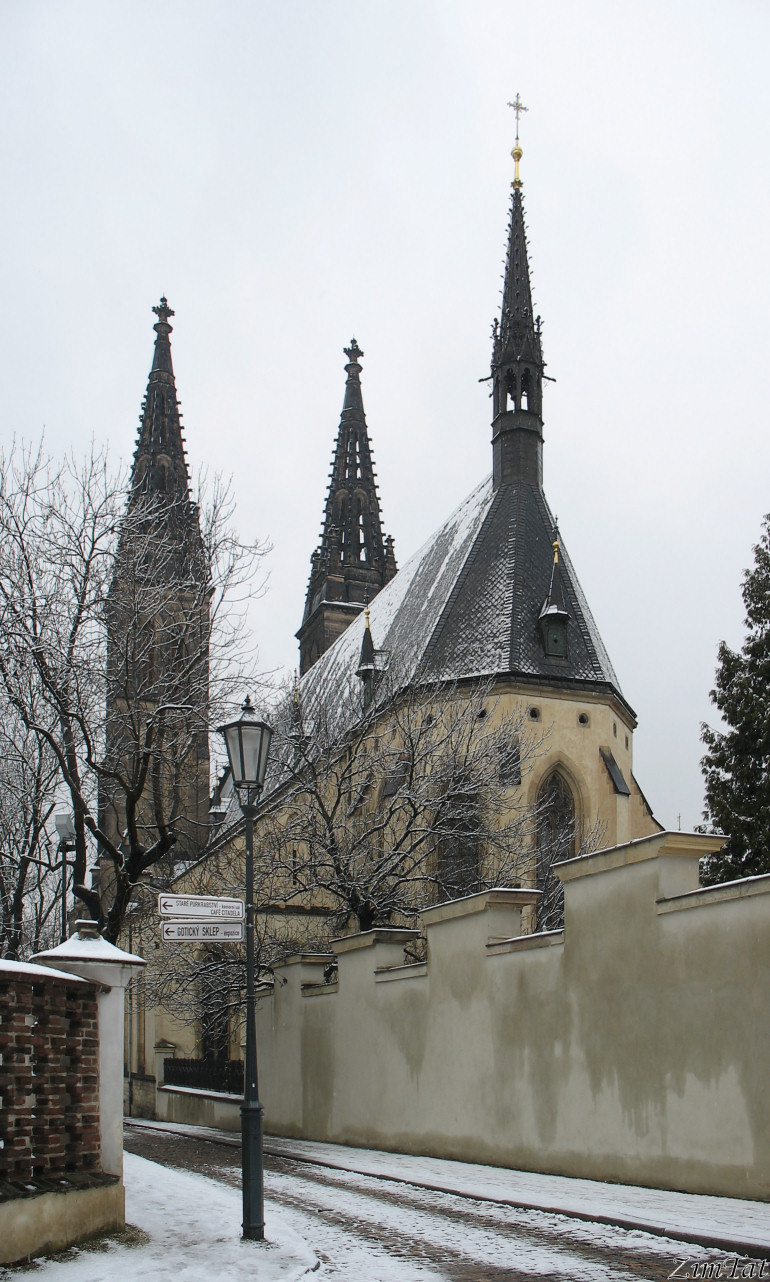
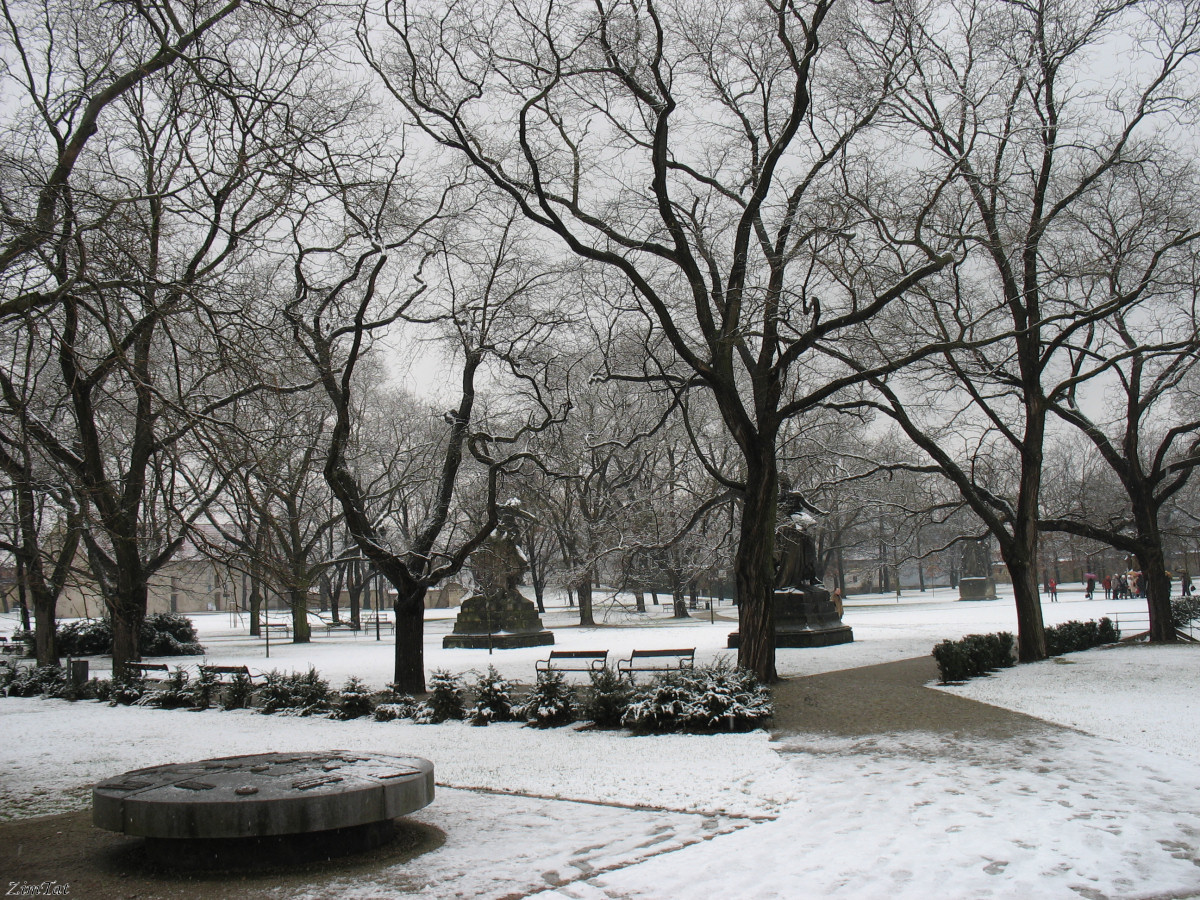
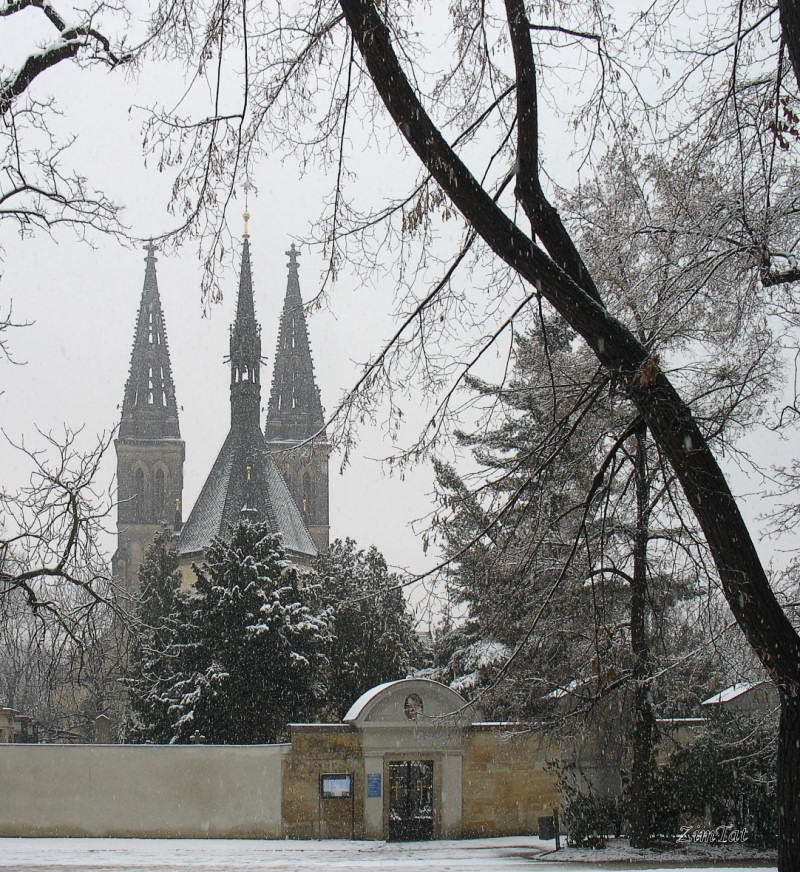
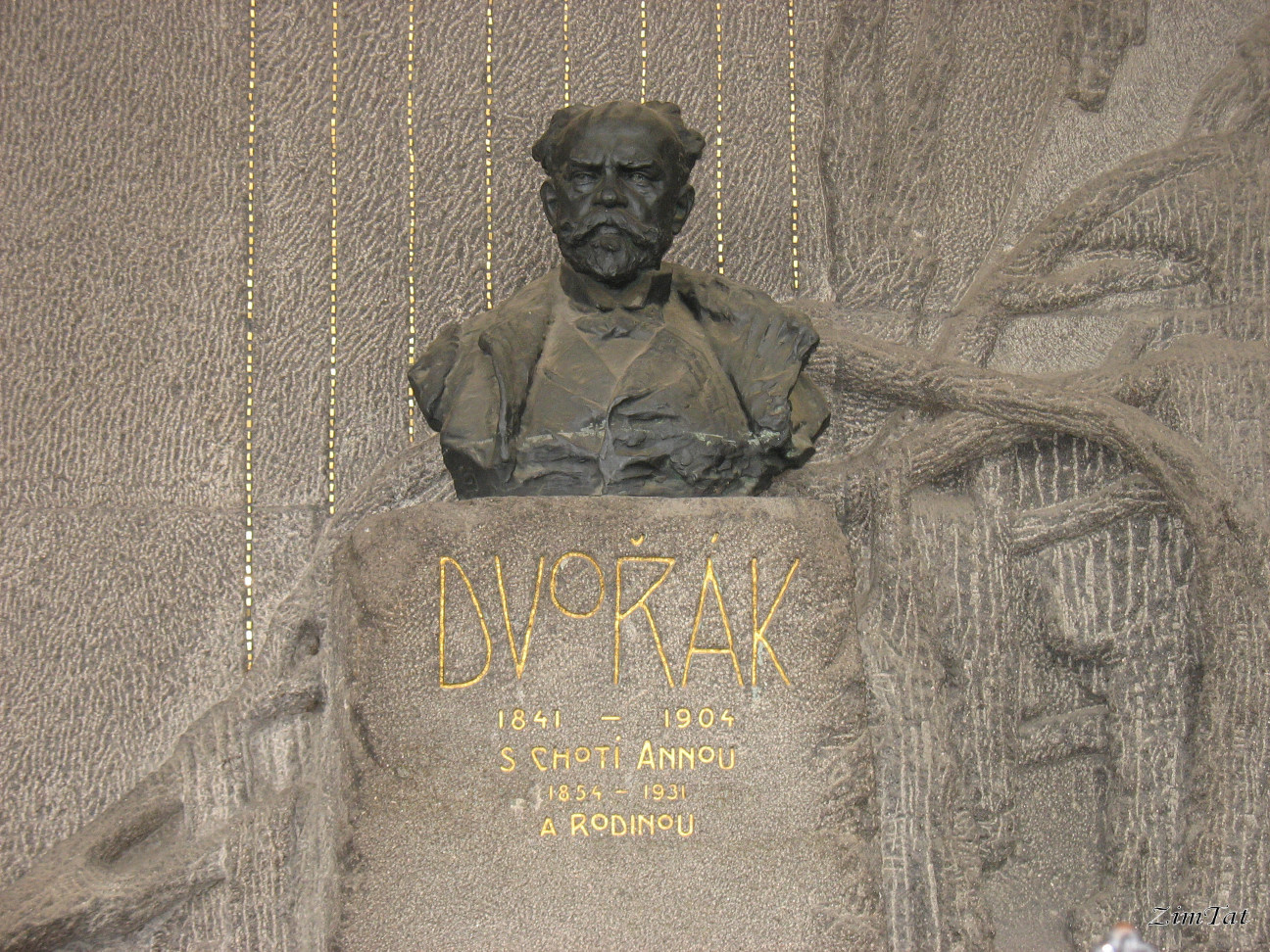
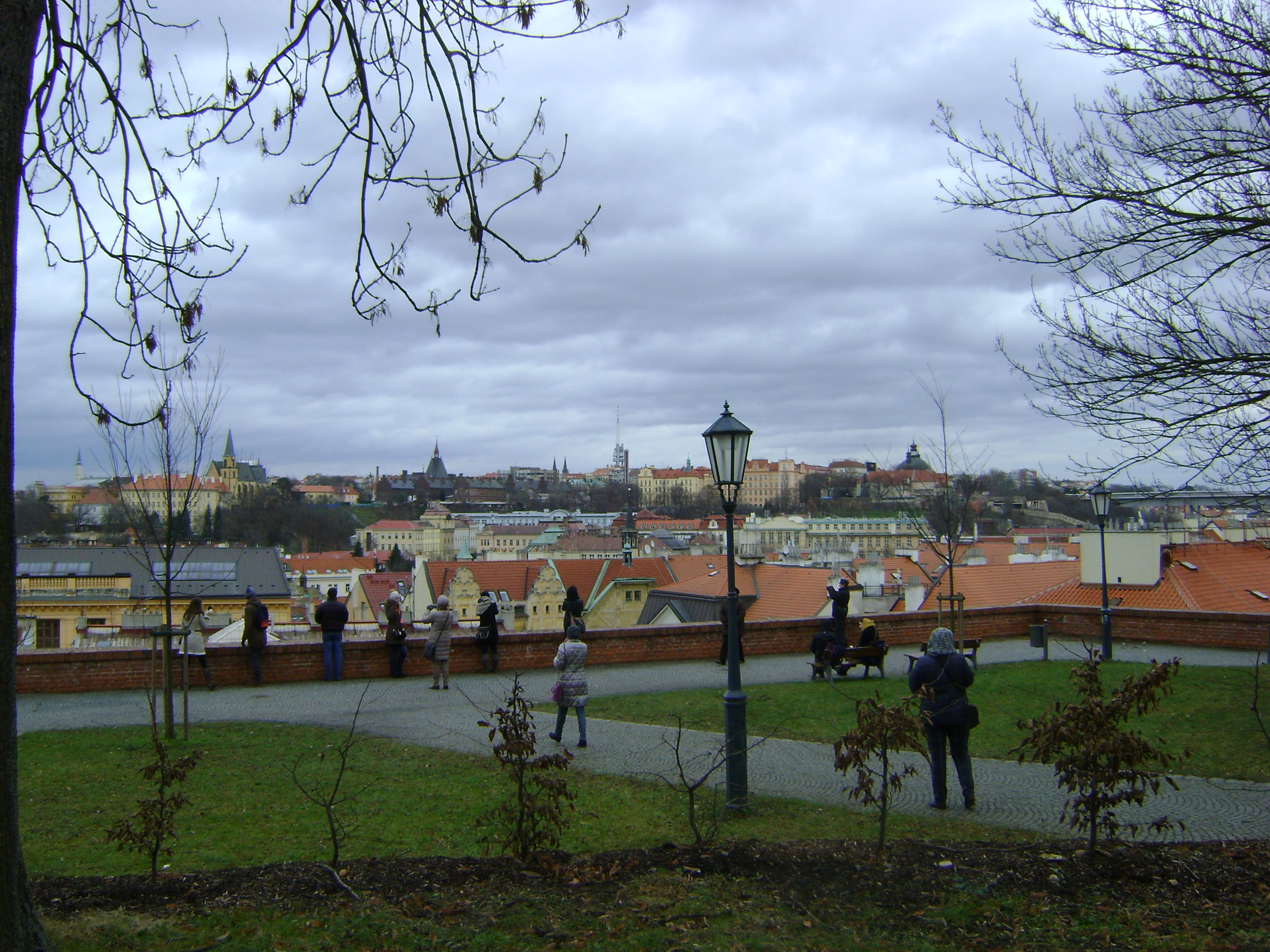

1. ↑  Čtverák V., Lutovský M., Slabina M. et al. Encyklopedie hradišť v Čechách — Praha: Libri, 2003. — ISBN 80-7277-173-6
2. 1 2  Památkový katalog NPÚ
3. ↑  Památkový katalog NPÚ